# Rare Air
I Rare Air sono stati un gruppo musicale canadese che utilizzava un'insolita strumentazione composta da bagpipe, flauto, tin whistle, bombarde, basso e tastiera. Incisero solo brani strumentali.
Facendo tour mondiali diventano molto popolari nel sud degli Stati Uniti.
La loro musica è scaturita da musica celtica irlandese, britannica e nordamericana combinata con ritmi di funky bass e percussioni polinesiane.

## Formazione

### Originaria
- Grier Coppins (bagpipe)
- Pat O' Gornam

### New entry dagli anni ottanta alle formazioni successive
- Richard Murrai (fino agli inizi degli anni novanta)
- Trevor Ferrier (fino agli inizi degli anni novanta)
- Ian Goodfellow
- Trevor Ferrier (dagli inizi degli anni novanta)
- Jeff Gill (dagli inizi degli anni novanta)
- Richard Greenspoon (dagli inizi degli anni novanta)

## Discografia
- 1981 - Stick It in Your Ear
- 1982 - Rare Air
- 1984 - Mad Plaid
- 1987 - Hard to Beat
- 1989 - Primeval
- 1991 - Space Piper